# Тамба (провинция)
Провинция Тамба (яп. 丹波国 тамба но куни, «Страна Тамба» или 南丹州 нантансю:, «провинция Тамба») — историческая провинция Японии в регионе Кинки на острове Хонсю. Соответствует восточной части современной префектуры Хёго и центральной части префектуры Киото.

## История
Провинция Тамба была образована в VII веке. Её административный центр находился в современном городе Камэока.
Провинция Тамба находилась рядом со столицей Киото, поэтому была очень важной стратегической территорией. Японские правители, как правило, держали эту провинцию под своим личным контролем. Одновременно, выгодное географическое положение Тамбы было причиной многих войн за контроль над ней.
В XII—XIV веках провинцией руководил род Ходзё, который имел реальную власть в Камакурском сёгунате. Позже его на непродолжительное время сменил местный самурайский род Ники, который с конца XIV века подчинился воле рода Хосокава, советников сёгунов из Муромати. В годы политического хаоса, которые пришлись на XVI век, Тамбой руководил род Хатано. Последний усилиями Акэти Мицухидэ, генерала Оды Нобунаги, был уничтожен в 1579 году.
В период Эдо (1603—1867) по политическим мотивам провинция Тамба была разделена на ряд владений. Самые крупные земли достались роду Мацудайра, который был родственным сёгунам из Эдо.
В результате административной реформы в 1871 году провинция Тамба была преобразована в префектуру Тоёока. Однако в 1876 году её разделили между префектурами Хёго и Киото.

## Уезды провинции Тамба
- Амада (яп. 天田郡)
- Икаруга (яп. 何鹿郡)
- Кувата (яп. 桑田郡)
- Таки (яп. 多紀郡)
- Фунаи (яп. 船井郡)
- Хиками (яп. 氷上郡)